# Arbeiterwohnhaus an der Torfbahn (Ismaning)

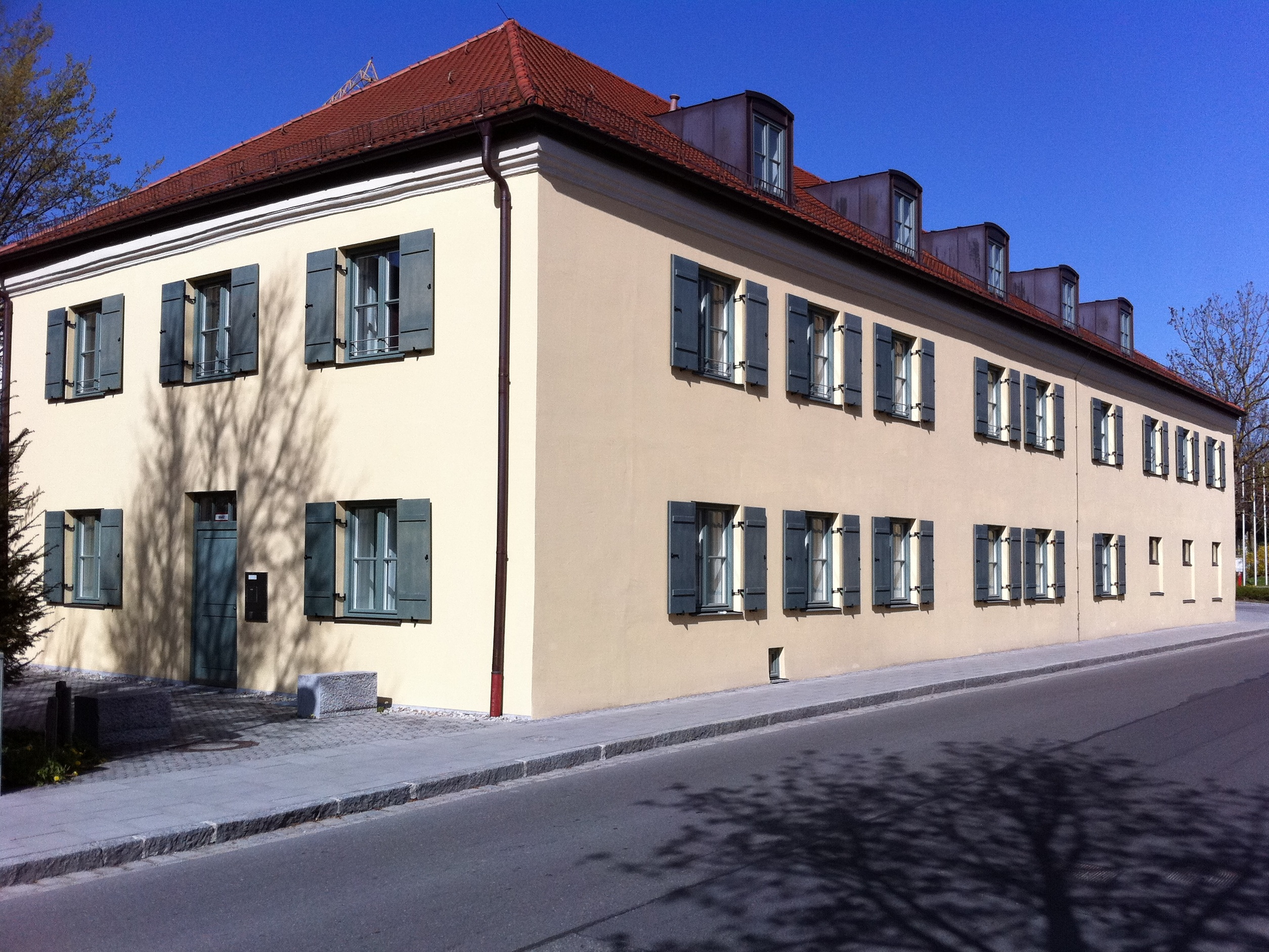
Torfbahnhof

Das Arbeiterwohnhaus an der Torfbahn (im Volksmund: Torfbahnhof) ist ein denkmalgeschütztes Gebäude in der Gemeinde Ismaning (Oberbayern) an der Torfbahn-Straße 3 (Aktennummer D-1-84-130-9).
Der zweigeschossige Walmdachbau wurde um 1815 als Teil der Schlossökonomie östlich des Schlosses errichtet. Neben der Wohnung des Verwalters waren in dem Gebäude auch Zimmer für die Arbeiter und ein Stall untergebracht.
Mit dem Verkauf des Schlosses kam 1899 die Stadt München in den Besitz des Gebäudes. Sie richtete in dem Haus, in dessen unmittelbarer Nähe sich der Endhaltepunkt der Torfbahn befand, ein Wohnhaus für die auf dem Städtischen Gut Karlshof in der Torfgewinnung eingesetzten Arbeiter ein.
Derzeit wird das Haus als Veranstaltungsraum des Gemeinderates genutzt.